# Новое (Некрасовский район)
Новое — село в Некрасовском районе Ярославской области России. 
В рамках организации местного самоуправления входит в сельское поселение Бурмакино, в рамках административно-территориального устройства — в Бурмакинский сельский округ.

## География
Расположено в 30 километрах к юго-востоку от центра города Ярославля.
В 2 км к юго-востоку от села находится рабочий посёлок Бурмакино.

## История
Каменная церковь во имя Живоначальной Троицы и Благовещения сооружена в 1770 году.
В конце XIX — начале XX века село входило в состав Бурмакинской волости Ярославского уезда Ярославской губернии. В 1883 году в селе было 36 дворов.
С 1929 года село входило в состав Бурмакинского сельсовета Нерехтского района, в 1944 года — в составе Бурмакинского района, с 1959 года — в составе Некрасовского района, с 2005 года — в составе сельского поселения Бурмакино.

## Население
| 1859 | 1883 | 2002 | 2007 | 2010 |
| ---- | ---- | ---- | ---- | ---- |
| 250  | ↗340 | ↘271 | ↗288 | ↘282 |

Согласно результатам переписи 2002 года, в национальной структуре населения русские составляли 99 % из 271 жителей.

## Инфраструктура
Близ села расположен Бурмакинский психоневрологический интернат.

## Достопримечательности
В селе расположена действующая Церковь Троицы Живоначальной (1770).